# Kapfenberger SV
Kapfenberger SV (ook bekend als KSV 1919) is een Oostenrijkse sportclub uit Kapfenberg, in de deelstaat Stiermarken. De club is vooral bekend om zijn voetbalafdeling maar is ook actief in handbal, ijshockey, skiën en tafeltennis.

## Geschiedenis

### Kapfenberger SC
Op 14 september 1918 werd Kapfenberger Sportclub opgericht. Drie jaar laterspeelde de club al in de hoogste klasse van Steiermark. In 1925 werd de club kampioen van zijn afdeling en speelde een testwedstrijd tegen SK Sturm Graz om de titel voor de hele deelstaat maar verloor met 1-4. In 1940/41 werd de club vicekampioen achter Sturm Graz en miste net de promotie naar de hoogste klasse van Oostenrijk. Het volgende seizoen werd de club kampioen van de Gauliga Steiermark maar promoveerde toch niet omdat er voornamelijk clubs uit de hoofdstad Wenen in die klasse speelden. Na de Tweede Wereldoorlog deed de club het vrij goed in de nieuw opgerichte Landesliga en eindigde altijd bij de eerste drie.

### Kapfenberger SV
Op 23 maart 1947 werd de sportclub opgedeeld in nieuwe secties met tafeltennis, handbal en skiën, hierdoor werd de naam veranderd in Kapfenberger Sportvereinigung. In de jaren '50 en '60 speelde de club elf jaar in de hoogste klasse van Oostenrijk. Daarna speelde de club nog tot de jaren '80 in de tweede klasse. Na vijftien jaar in regionale competities promoveerde de club in 2002 terug naar de toenmalige Erste Liga. In 2004/05 werd de club vicekampioen achter SV Ried en greep zo net naast een promotie. In seizoen 2006/07 verging het de club minder goed en normaliter was Kapfenberger gedegradeerd, maar doordat Grazer AK en Admira Wacker gedwongen naar de Regionalliga werden teruggezet, mocht KSV 1919 nog een jaar langer blijven acteren in de Erste Liga. In het seizoen erop lukte het de club om na 41 jaar weer te promoveren naar de Bundesliga.
In 2012 werd de degradatie bezegeld voor de rood-witten. Terug in de Erste Liga kon het de seizoenen erop geen potten breken, het eindigde steeds in de middenmoot. Voor het seizoen 2018/19 kon KSV 1919 in eerste instantie geen licentie behalen voor de 2. Liga - de opvolger van de Erste Liga. Na hoger beroep werd het licentiedossier door het protestcomité toch goedgekeurd, waardoor een verplichte degradatie naar de Regionalliga werd vermeden.

## Erelijst
- Kampioen Steiermark

1942, 1943
- Beker Steiermark

1940, 1941

## Overzichtslijsten

### Eindklasseringen vanaf 1950
- 1950 2e
2. Liga
- 1951 4e
2. Liga
- 1952 13e
Bundesliga
- 1953 3e
2. Liga
- 1954 1e
2. Liga
- 1955 7e
Bundesliga
- 1956 11e
Bundesliga
- 1957 7e
Bundesliga
- 1958 7e
Bundesliga
- 1959 13e
Bundesliga
- 1960 2e
2. Liga
- 1961 1e
2. Liga
- 1962 12e
Bundesliga
- 1963 1e
2. Liga
- 1964 11e
Bundesliga
- 1965 11e
Bundesliga
- 1966 11e
Bundesliga
- 1967 14e
Bundesliga
- 1968 5e
2. Liga
- 1969 2e
2. Liga
- 1970 3e
2. Liga
- 1971 2e
2. Liga
- 1972 5e
2. Liga
- 1973 2e
2. Liga
- 1974 1e
2. Liga
- 1975 7e
2. Liga
- 1976 16e
2. Liga
- 1977 1e
Regionalliga
- 1978 7e
2. Liga
- 1979 5e
2. Liga
- 1980 10e
2. Liga
- 1981 12e
2. Liga
- 1982 16e
2. Liga
- 1983 10e
2. Liga
- 1984 5e
2. Liga
- 1985 14e
2. Liga
- 1986
Regionalliga
- 1987 1e
Regionalliga
- 1988 9e
2. Liga
- 1989
- 1990
- 1991
- 1992
- 1993
- 1994
- 1995
- 1996
- 1997
- 1998
- 1999
- 2000
- 2001 2e
Regionalliga
- 2002 1e
Regionalliga
- 2003 6e
2. Liga
- 2004 3e
2. Liga
- 2005 2e
2. Liga
- 2006 8e
2. Liga
- 2007 11e
2. Liga
- 2008 1e
2. Liga
- 2009 8e
Bundesliga
- 2010 9e
Bundesliga
- 2011 8e
Bundesliga
- 2012 10e
Bundesliga
- 2013 5e
2. Liga
- 2014 5e
2. Liga
- 2015 4e
2. Liga
- 2016 6e
2. Liga
- 2017 6e
2. Liga
- 2018 8e
2. Liga
- 2019 4e
2. Liga
- 2020 16e
2. Liga
- 2021 10e
2. Liga
- 2022 11e
2. Liga
- 2023 12e
2. Liga

- Bundesliga
- 2. Liga
- Regionalliga

De 2. Liga stond tot en met 2018 als Erste Liga bekend.

### Seizoensresultaten vanaf 2009
| Seizoen   | №  | Clubs | Divisie    | Duels | Winst | Gelijk | Verlies | Doelsaldo | Punten | Tsch  |
| --------- | -- | ----- | ---------- | ----- | ----- | ------ | ------- | --------- | ------ | ----- |
| 2008–2009 | 8  | 10    | Bundesliga | 36    | 10    | 6      | 20      | 48–81     | 36     | 3.662 |
| 2009–2010 | 9  | 10    | Bundesliga | 36    | 8     | 9      | 19      | 44–67     | 33     | 3.194 |
| 2010–2011 | 8  | 10    | Bundesliga | 36    | 9     | 11     | 16      | 42–61     | 38     | 3.232 |
| 2011–2012 | 10 | 10    | Bundesliga | 36    | 5     | 8      | 23      | 21–64     | 23     | 2.430 |
| 2012–2013 | 5  | 10    | Erste Liga | 36    | 14    | 11     | 11      | 56–50     | 53     | 841   |
| 2013–2014 | 5  | 10    | Erste Liga | 36    | 16    | 4      | 16      | 55–48     | 52     | 634   |
| 2014–2015 | 4  | 10    | Erste Liga | 36    | 12    | 13     | 11      | 52-45     | 49     | 628   |
| 2015–2016 | 6  | 10    | Erste Liga | 36    | 14    | 6      | 14      | 63–62     | 50     | 761   |
| 2016–2017 | 6  | 10    | Erste Liga | 36    | 12    | 9      | 15      | 47–57     | 41     | 775   |
| 2017–2018 | 8  | 10    | Erste Liga | 36    | 9     | 8      | 19      | 40–68     | 35     | 719   |
| 2018–2019 | 4  | 16    | 2. Liga    | 30    | 13    | 7      | 10      | 47–57     | 41     | 513   |
| 2019–2020 | 16 | 16    | 2. Liga    | 30    | 6     | 4      | 20      | 34–69     | 22     | 494   |
| 2020–2021 | 10 | 16    | 2. Liga    | 30    | 9     | 6      | 15      | 34–51     | 33     |       |
| 2021–2022 | 11 | 16    | 2. Liga    | 30    | 8     | 6      | 16      | 36–54     | 30     |       |
| 2022–2023 | 12 | 16    | 2. Liga    | 30    | 9     | 7      | 14      | 40–56     | 34     |       |

## Trainer-coaches
| Trainer-coaches van Kapfenberger SV | Trainer-coaches van Kapfenberger SV | Trainer-coaches van Kapfenberger SV | Trainer-coaches van Kapfenberger SV | Trainer-coaches van Kapfenberger SV | Trainer-coaches van Kapfenberger SV | Trainer-coaches van Kapfenberger SV | Trainer-coaches van Kapfenberger SV | Trainer-coaches van Kapfenberger SV |
| Naam                                | Geboren                             | Aangesteld                          | Opgestapt                           | Wed.                                | W                                   | G                                   | V                                   | Gem.                                |
| ----------------------------------- | ----------------------------------- | ----------------------------------- | ----------------------------------- | ----------------------------------- | ----------------------------------- | ----------------------------------- | ----------------------------------- | ----------------------------------- |
| Abdulah Ibraković                   | 22.07.1970                          | 13.06.2016                          | —                                   | 23                                  | 12                                  | 3                                   | 8                                   | 1,70                                |
| Kurt Russ                           | 23.11.1964                          | 05.06.2013                          | 29.05.2016                          | 117                                 | 48                                  | 25                                  | 44                                  | 1,44                                |
| Klaus Schmidt                       | 21.10.1967                          | 10.11.2012                          | 05.06.2013                          | 20                                  | 12                                  | 4                                   | 4                                   | 2,00                                |
| Thomas von Heesen                   | 01.10.1961                          | 29.11.2011                          | 10.11.2012                          | 38                                  | 6                                   | 12                                  | 20                                  | 0,79                                |
| Manfred Unger                       | 10.05.1969                          | 22.11.2011                          | 29.11.2011                          | 1                                   | 0                                   | 0                                   | 1                                   | 0,00                                |
| Werner Gregoritsch                  | 22.03.1958                          | 16.09.2006                          | 22.11.2011                          | 193                                 | 64                                  | 45                                  | 84                                  | 1,23                                |
| Ljubiša Sušić                       | 15.12.1966                          | 13.09.2006                          | 16.09.2006                          | 1                                   | 0                                   | 0                                   | 1                                   | 0,00                                |
| Drazen Svalina                      | 07.02.1964                          | 01.07.2006                          | 13.09.2006                          | 8                                   | 0                                   | 1                                   | 7                                   | 0,13                                |
| Hans-Peter Schaller                 | 05.09.1962                          | 01.07.2000                          | 17.06.2006                          | 158                                 | 69                                  | 32                                  | 57                                  | 1,51                                |
| Ladislav Jurkemik                   | 20.07.1953                          | 01.07.1994                          | 30.06.1996                          | ??                                  | 0                                   | 0                                   | 0                                   | 0                                   |
| Gerd Struppert                      | 21.10.1950                          | 01.07.1990                          | 30.06.1991                          | ??                                  | 0                                   | 0                                   | 0                                   | 0                                   |
| Walter Peintinger                   | 24.05.1945                          | 01.07.1980                          | 30.06.1982                          | ??                                  | 0                                   | 0                                   | 0                                   | 0                                   |
| Hermann Stessl                      | 03.09.1940                          | 01.07.1974                          | 26.04.1975                          | ??                                  | 0                                   | 0                                   | 0                                   | 0                                   |

## Bekende (oud-)spelers
- Deni Alar
- Jos Hooiveld
- Michael Liendl
- Gernot Jurtin
- Ivan Lendrić
- Kamil Susko
- Alex Pastoor

Admira · SKU Amstetten · Austria Lustenau · First Vienna · Floridsdorfer AC · SV Horn · SV Kapfenberg · SV Lafnitz · FC Liefering · Rapid II · SV Ried · Schwarz-Weiß Bregenz · SKN Sankt Pölten · SV Stripfing/Weiden · Sturm Graz II · ASK Voitsberg